# Український голос (Перемишль)

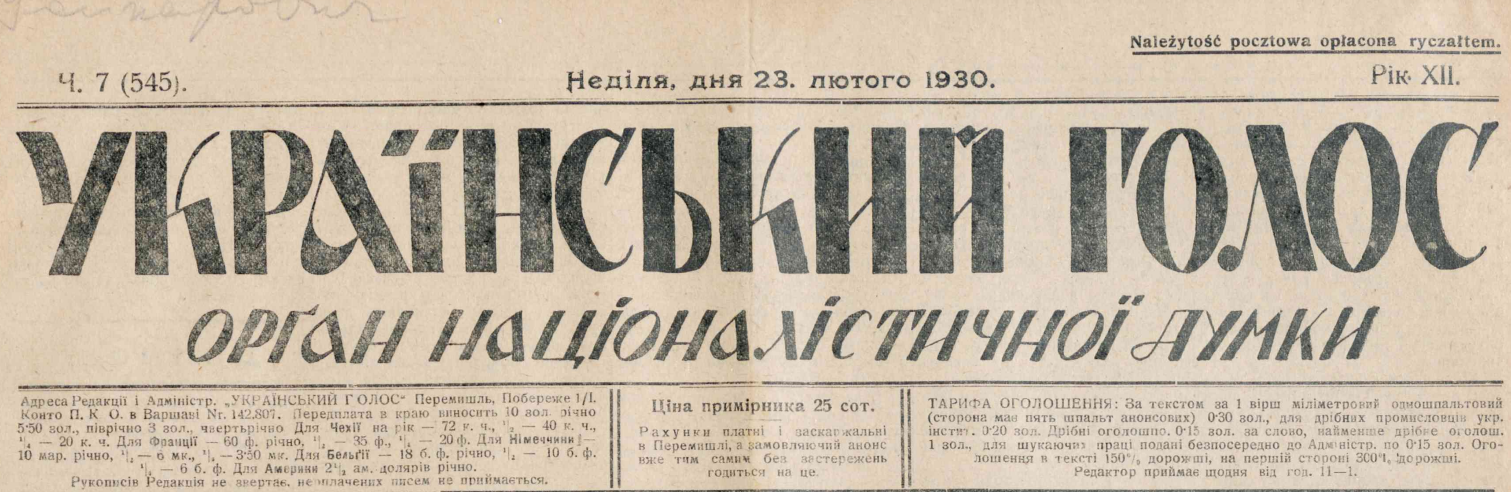
Часопис Український Голос. Перемишль. 23 лютого 1930 рік.

«Український голос» — тижневик у Перемишлі, що виходив у 1919—32 роках, спершу на платформі Трудової Партії, 1920-9 — гетьманського руху; видавець і редактор Дмитро Ґреґолинський, (наклад 17 тис.). З 1920 року редакцію очолював Загайкевич Володимир.
Із 1929 року тижневик — неофіційний орган ОУН; редактори: Євген Зиблікевич, Зенон Пеленський, Юліян Вассиян та ін. «Український голос» був часто конфіскований і остаточно заборонений польською адміністрацією.